# Карашинка
Карашинка — струмок (річка) в Україні у Макарівському районі Київської області. Права притока річки Здвижу (басейн Дніпра).

## Опис
Довжина струмка приблизно 10 км, найкоротша відстань між витоком і гирлом — 8,07  км, коефіцієнт звивистості річки — 1,12 .

## Розташування
Бере початок на північно-західній стороні від села Грузьке. Тече переважно на північний захід через село Мар'янівку і у селі Великий Карашин впадає у річку Здвиж, праву притоку річки Тетеріва.

## Історія
Лаврентій Похилевич писав про струмок наступне:
| «Карашин село, що розташоване за 10 верст на захід від Фасової, на правій високій стороні р. Здвиж; у місцевості оточеної з трьох сторін річкою, а з четвертої — струмком Карашинкою... |

## Цікаві факти
- У XX столітті у пригирловій частині струмка у селі Великий Карашин існувало декілька газових свердловин[1].